# みずいろ公園
みずいろ公園（みずいろこうえん）は、福島県本宮市本宮字馬場にある公園（親水公園）。

## 歴史
1983年（昭和58年）4月、福島県立本宮高等学校が新校地に移転した。1993年（平成5年）3月、本宮高校の旧校地跡地にみずいろ公園が完成した。

## 特色
遊具ゾーンと水場ゾーン、野原ゾーンに分かれている。入園料は無料。

## 行楽地として
オープンした当時はまだ近隣には大規模公園はなく、にぎわった。夏場ともなると公園内は水場で遊ぶ子供達に埋め尽くされた。こどもまつりなども開かれ、一時は近隣の駐車場も埋め尽くされ、駅などから歩いて公園に来る客も少なくなかった。遠足の目的地としても知られる。
しかし、隣接する郡山市や大玉村などに、大規模公園やレジャー施設などが建設され、客足は衰え始めた。やはり夏場の水遊びがメインだが、遠足などで足を運ぶ人も多く、一年を通して公園を訪れる人は多い。本宮市のシンボル的存在である。